# Brouwerij DijkWaert
Brouwerij DijkWaert is een Belgische brouwerij in Herentals, provincie Antwerpen.
Zaakvoerders zijn Carine Van Dyck en haar man Hans Wierts.

## Achtergrond
De naam van de brouwerij komt van de familienamen van de eigenaars: het echtpaar Carine Van Dyck (vandaar “Dijk”) en de van Nederland afkomstige Hans Wierts (in het Duits “Wirt”, wat waard betekent; dit werd omgezet in “Waert”). Van beroep zijn geen van beide brouwer. Hans Wierts is informaticus en Carine Van Dyck verpleegkundige.

De brouwerij startte officieel op 7 april 2010.

DijkWaert maakt niet alleen bier, maar verschillende artisanaal bereide dranken: bier, wijn, likeuren, kruidendrank en siropen. Een bierdegustatie bij brouwerij DijkWaert is opgenomen bij het aanbod van Bongo-bons.

## Technische gegevens
- Brouwinstallatie: 250 liter
- Beslagkuip, filterkuip, kookketel en koelinstallatie zijn in één geheel verwerkt. Twee ketels (beslagkuip en filterkuip) kunnen in elkaar schuiven.

## Bieren
- Eeuwige Liefde, donkerbruin bier van 7%
- Fruitig Bierreke, fruitbier van 6%
- Goeie Koffe, stout van 7%
- Mc Thals Oaked, amberkleurig bier van 7,5%
- Mc Thals Peated, blond bier van 7,5%
- Thals 1886, blond bier van 7%
- Thalse Witte, witbier van 6,5%
- Thalske, pils van 5%
- Vurig Bierreke, tripel van 7,5%

### Voormalige bieren
- Bos Bier, zwaar fruitbier van 9%
- Goud Vuur tripel van 9%
- Mc Thals, blond bier van 9,5%